# Kim Dong-hyun (Bobfahrer)
Kim Dong-hyun (koreanisch 김동현; * 12. November 1987 in Seoul) ist ein südkoreanischer Bobfahrer.

## Biografie
Kim Dong-hyun absolvierte Ende 2007 seine ersten Rennen im Bob-Europacup. Sein Weltcup-Debüt gab er im Zweierbob am 6. Februar 2009 in Whistler. Bei den Olympischen Spielen 2010 belegte er im Viererbob-Wettbewerb als Anschieber von Kang Kwang-bae den 19. Platz. Es folgte eine Umschulung zum Piloten und 2013 konnte Kim mit seinem Anschieber Jun Jung-lin mit einer Goldmedaille beim Nordamerikacup seinen ersten internationalen Erfolg feiern. Trotz guter Leistungen wurde das Duo jedoch nicht für den Bob-Weltcup nominiert.
Bei den Olympischen Spielen 2014 belegte er im Viererbob-Wettbewerb den 25. Platz und landete mit Jun im Zweierbob-Wettbewerb auf Rang 24.
Unter dem britischen Trainer Malcolm Lloyd verbesserten sich Kim und Jun kontinuierlich. So konnten sie in der Weltcup-Saison 2015/16 einen 16. Platz erreichen und in der Folgesaison in Whistler und Lake Placid ihre ersten beiden Top-10-Platzierungen feiern. Nachdem Trainer Lloyd im Jahr 2016 an Krebs verstorben war, stellte der Verband zahlreiche Experten ein, um eine gute Mannschaft für die Olympischen Winterspiele 2018 im eigenen Land zu formen. Allerdings konnten diese nicht die Lücke füllen und das Duo entschied sich dazu in der Weltcup-Saison 2017/18 nicht im Zweierbob zu starten. Stattdessen legte man den Fokus auf den Viererbob. Bei den Olympischen Winterspielen 2018 gewann das Duo zusammen mit Seo Young-woo als Anschieber von Pilot Won Yun-jong im Viererbob-Wettbewerb die Silbermedaille.